# El Ràfol de Salem (kommunhuvudort)
Ráfol de Salem är en kommunhuvudort i Spanien.   Den ligger i provinsen Província de València och regionen Valencia, i den östra delen av landet, 300 km sydost om huvudstaden Madrid. Ráfol de Salem ligger 293 meter över havet och antalet invånare är 389.
Terrängen runt Ráfol de Salem är kuperad söderut, men norrut är den platt. Terrängen runt Ráfol de Salem sluttar norrut. Runt Ráfol de Salem är det ganska tätbefolkat, med 60 invånare per kvadratkilometer. Närmaste större samhälle är Alcoy, 19,0 km söder om Ráfol de Salem. Trakten runt Ráfol de Salem består till största delen av jordbruksmark.